# 赫斯將軍
赫斯將軍（英語：General Hux）是一名星際大戰系列中的反派角色。首次登場於2015年電影《STAR WARS：原力覺醒》，並由多姆納爾·格里森飾演。他是位無情的指揮官，為了第一軍團領導權，與凱羅·忍進行權力鬥爭。

## 出场

### 《原力觉醒》（2015）
赫斯在 第一军团中作为将军首次在《原力觉醒》中出场。 赫斯的任务是找到最后一片能发现绝地武士路克·天行者位置的地图。为了消灭抵抗势力，斯诺克允许赫斯使用弑星者基地摧毁新共和国的首都，因此抵抗势力失去了新共和国的军事力量，赫克斯很快将弑星者基地对准了位于达卡抵抗势力基地。但是，在他开火之前，由抵抗势力指挥官波·戴姆伦领导的战斗机中队得到了韩·苏罗以及前冲锋队芬恩和贾库拾荒者芮的地面支援，得以摧毁了弑星者基地，迫使赫斯和他的部队逃离这颗星球。

### 《天行者的崛起》（2019年）
到了《星球大战：天行者的崛起》时期，赫斯因为得不到应有的尊重以及与执着将军普赖德（理查德·E·格兰特）的竞争而变得怨愤和嫉妒。普赖德不断破坏赫斯的地位，争夺他的职位。
赫斯更加沮丧的是，他听说帝皇帕尔帕廷死而复生，并且创造了斯诺克。帕尔帕廷安排了西斯永恒的“赛斯特”级星际驱逐舰，即最终秩序的“巨石”星际驱逐舰舰队，可以帮助第一秩序摧毁行星。后来揭示赫斯是间谍，向抵抗组织提供信息，以削弱凯洛忍的影响力，希望能取而代之成为至高领袖（或者至少在必要时，看到凯洛忍和第一秩序一同崩溃）。 他帮助芬恩、波和丘巴卡逃离凯洛忍的“再生”级星际驱逐舰“坚定号”，并让芬恩射中他的腿，以装作要阻止他们的努力。然而，在普赖德识破了赫斯的谎话，发现他背叛了组织，于是用爆能枪射中了赫斯的胸口。赫斯的叛变是抵抗组织在埃克塞戈尔之战中取得胜利的重要推动力。
电影中删除的一场戏展示了赫斯和普赖德在穆斯塔法尔的开场动作场景中与凯洛忍一起出现。